# Dahalik
Dahalik (dahalikem  [haka na] dahālík ([haka na] dahalik), též Dahaalik, Dahlik nebo Dahlak) je afroasijský jazyk, kterým se mluví pouze v Eritreji, přesněji na Dahláckých ostrovech, které leží v Rudém moři, severně od eritrejského pobřeží. Většina z Dahláckých ostrovů je neobydlená, téměř všichni obyvatelé žijí na hlavním ostrově Dahlak Kabír, dále jsou obydlené ostrovy Nora a Dehil. Jazyk je příbuzný jazyku Tigre, kterým se mluví na eritrejském pobřeží.
Dahalik se řadí do podskupiny semitských, jihosemitských a etiopských jazyků.
Není známo, zda má dahalik i psanou formu.

## Stav jazyka
Dahalik je hlavním jazykem na Dahláckých ostrovech, ačkoliv v některých vesnicích na ostrovech žijí i menší skupiny rodilých mluvčích arabštiny a afarštiny. Na školách se zde vyučuje arabština a většina místních obyvatel ovládá jak dahalik tak i arabštinu a afarštinu, lidí co ovládají pouze dahalik je velmi málo a nejčastěji se jedná o příslušníky starších generací.
Obyvatelé Dahláckých ostrovů často dahalik popisují jako mix arabštiny a tigre, s několik slovy z tygriňštiny.

## Ukázka
Některá slova v jazyce dahalik, v závorkách český překlad:
- Hente (jedna)
- Kile (dva)
- May (voda)
- Ahay (slunce)
- Dam (krev)
- Lisan (jazyk)
- Sin (zub)
- Inás (muž)
- Walat (dívka)